# Binago
Binago (Binaach in dialetto comasco, AFI: /biˈnaːk/) è un comune italiano di 4 840 abitanti della provincia di Como in Lombardia. Dista da Como 17 km, da Varese 9 km e dal confine con la Svizzera 6 km. Sorge lungo la strada statale 342 Briantea, che collega i due capoluoghi lombardi. È situato sulla sommità settentrionale del Parco della Pineta di Appiano Gentile e Tradate. Gli abitanti sono comunemente detti scusarìtt.

## Origini del nome
Alcuni attribuiscono l'origine del toponimo a un borgo romano di nome Bivianus, esteso laddove oggi si trovano le località di San Salvatore e Monello. Un'ipotesi promossa da Dante Olivieri ricondurrebbe il toponimo di Binago al nome gentilizio romano Bivonius. Il nome di Binago compare per la prima volta, sia pure circondato da molte incertezze, in un documento redatto nell'anno 774; si tratta di un atto di vendita in cui viene citata una località a nome Bionaco o Bionago. Il documento però non contiene alcun esplicito riferimento al paese. Bisogna attendere ancora tre secoli per trovare un chiaro indizio riguardante un abitato a nome Binago. Il suffisso -ago è comune a molti toponimi della zona e indica una probabile influenza celtico-romana.

## Storia

### Le origini
A partire dal III millennio a.C. si sviluppò nell'area comasca, varesotta e brianzola una civiltà palafitticola, di probabile etnia ligure. A partire dal 1200 a.C. si insediarono nella regione popolazioni di stripe celtica, che portarono la cultura di Canegrate, succeduta poi da varie forme di sviluppo della cultura di Golasecca. In particolare il più antico ritrovamento nell'area attorno a Binago (precisamente a Malnate) è una spada celtica situata in una tomba e risalente all'Età del ferro. La conquista romana della regione, effettuata nel II secolo a.C. dette avvio al processo di romanizzazione. Non risultano ritrovamenti di epoca romana a Binago, ma è probabile che il paese venne fondato da una comunità di veterani romani, data anche la struttura del centro storico, formato da un sistema di corti isorientate, oltre ai ritrovamenti archeologici nei paesi circostanti. In epoca romana da Binago passava la via Novaria-Comum, strada romana che metteva in comunicazione i municipia di Novaria (Novara) e Comum (Como) passando per Sibrium (Castel Seprio).
Vi sono indicazioni di insediamenti Longobardi nella zona attorno a Binago, che lasciarono tracce sul piano linguistico; ai Longobardi succedettero i Franchi. Il modello istituzionale che si affermò nella regione fu il feudalesimo. A partire dall'VIII secolo l'area di Binago, allora parte della pieve di Appiano, entrò a far parte del contado del Seprio. Il paese sembra essere citato per la prima volta in un atto di vendita del 2 agosto 774, in cui compaiono due testimoni: Romoaldo figlio di Tattone de Bionaco e Lubus vir religiosus de Bionago. In una memoria riferita a un accordo stipulato fra Guido da Velate, arcivescovo di Milano, e il conte Rodolfo del Seprio, in una data compresa fra il 1045 e il 1071, si fa riferimento a un podere nella pieve di Varese, nel luogo detto Binago; sembra che i conti del Seprio possedessero dei beni in quel villaggio. Il 30 marzo 1067 fa da testimone a un atto di vendita un certo Aldone de Binago. Nel 1093 sono documentati a Olgiate due milites chiamati Pagano de Binago e Wilielmus de Binago; "de Binago" comincia infatti a essere usato come cognome.
Binago venne coinvolta nella guerra decennale che vide Milano schierarsi contro Como. Il conflitto, tenutosi tra il 1118 e il 1123, coinvolse tutto il territorio comasco e del Seprio. Nel 1121 i comaschi, dopo aver saccheggiato Varese, assalirono Binago e Vedano, paesi uniti da un patto sacro. Gli eventi sono narrati da uno storico degli Sforza che cita la presenza a Binago di un castello dotato di mura; numerosi combattenti binaghesi vennero catturati e portati prigionieri a Como; in quest'occasione il paese di Binago fu saccheggiato. Si tratta della prima volta in cui, con assoluta certezza, Binago compare nella storia. È interessante notare che già a quell'epoca il paese risultava strettamente legato, come la vicina Varese, ai destini di Milano, alla cui Diocesi del resto apparteneva. L'alleanza che legava Binago a Vedano testimonia a favore di un probabile comune interesse dei due villaggi per il fiume Olona, per i suoi mulini e per la via di comunicazione che esso rappresentava. Il paese di Binago e i suoi abitanti vengono citati in numerosi documenti nel corso del XII e XIII secolo, in età comunale.

### Vicende storiche dal XIII al XVI secolo
La lenta e progressiva decadenza del contado del Seprio aveva portato alla crescita di importanza del modesto borgo di Varese e Binago ne seguì in parte le sorti mantenendo comunque un solido legame, tramite i vincoli ecclesiastici, con Milano. Un violento conflitto scoppiò tra Castel Seprio e Milano per la conquista della supremazia territoriale. Nel 1285 una banda di alleati e partigiani dei conti del Seprio, condotta da Guido da Castiglione, raggiunse Varese con lo scopo di punire gli abitanti del borgo per l'aiuto prestato ai nemici Visconti. L'assedio non riuscì, e gli attaccanti vennero respinti fino a Binago e a Vedano. Due anni dopo l'arcivescovo e signore di Milano, Ottone Visconti, fece assalire e radere al suolo Castel Seprio: iniziò così un lungo periodo di governo milanese. L'unificazione della regione attuata sotto le insegne con il biscione dei Visconti si dimostrò in seguito solidissima, e il periodo che seguì pacifico e tranquillo: le sole notizie che abbiamo sono costituite da transazioni commerciali. Gli Statuti delle acque e delle strade del contado di Milano fatti nel 1346 riportano Binago fra le località che nella pieve di Appiano avevano il compito della manutenzione della strata da Bolà ("strada di Bollate").
Il paese seguì le sorti del Ducato di Milano, prima sotto i Visconti e poi sotto gli Sforza, con in mezzo la parentesi della Repubblica Ambrosiana. Nel 1412 il duca Filippo Maria Visconti, da poco insediatosi al governo di Milano, accolse i giuramenti di fedeltà delle comunità che effettivamente lo riconoscevano come sovrano. Un certo Aliolo de Giochis, figlio del fu Giovannolo de Giochis de Binago, in qualità di sindaco e procuratore del comune, giurò fedeltà e obbedienza al duca. Da questo momento in avanti viene, in parecchi documenti, citata la famiglia Castiglioni come possidente di vaste aree nel territorio binaghese: il nobile Francesco Castiglioni nel 1455 possedeva la chiesa campestre di San Pietro in Monello e altri Castiglioni possedevano la non meglio identificata cappella di Sant'Agata. Una prova dell'estensione degli interessi di questa famiglia negli immediati dintorni di Binago verso la fine del XV secolo è fornita da uno stemma affrescato e da due iscrizioni tuttora visibili su un muro esterno del complesso rurale conosciuto come Cassinazza. Nell'ambito delle campagne transalpine dei Confederati il paese venne saccheggiato dagli svizzeri nel 1510. Binago viene citata nel corso del XV e XVI secolo in numerosi atti pubblici. In particolare nel paese ebbe sede un commissario, responsabile del controllo dell'ordine pubblico e della vigilanza del commercio.

### Vicende storiche dal XVI al XVIII secolo
La dominazione spagnola fu caratterizzata da un forte peso fiscale. Seguendo una prassi già affermata in età sforzesca, il governo spagnolo procedette alla concessione a privati di gran parte delle terre del Ducato di Milano. Trasformando una località in feudo, gli spagnoli vendevano a un personaggio soltanto determinati diritti che erano essenzialmente onorifici, giurisdizionali e fiscali; non veniva, cioè, ceduta la proprietà del territorio né dei beni immobili che ne facevano parte. Il possesso era del tutto indipendente dall'istituzione feudale: a causa di ciò erano proprio, in molti casi, coloro che erano già grandi proprietari terrieri di una determinata località ad aspirare al titolo di feudatario. Binago venne infeudata nel 1538 passando ad Antonio Carcassola, poi a Simone de Tassi e tra il 1547 e il 1622 alla famiglia Castiglioni, famiglia che da generazioni era legata da rilevanti interessi economici al paese e al suo territorio. Dopo varie vicende legate ai successori di Nicolò Castiglioni, nella prima metà del XVII secolo il feudo divenne appannaggio della famiglia dei Visconti di Cassano Magnago, e tale rimase, a quanto pare senza ulteriori rivolgimenti, sino alla fine del periodo feudale. Il peso fiscale fu sentito dal paese in particolare in occasione della guerra dei trent'anni, alla quale Binago partecipò inoltre mandando dieci soldati nel 1616. Nel corso del XVI e XVII secolo numerosi binaghesi presero parte al contrabbando di grano verso la Svizzera.
A differenza di quanto si è visto per i secoli precedenti, a partire dalla metà del XVI secolo circa si dispone di una gran mole di documenti, riguardanti essenzialmente la vita religiosa del paese e le vicende dei suoi edifici di culto. Con la visita, avvenuta nel 1566, del delegato padre Leonetto Chiavone, il nuovo arcivescovo di Milano, Carlo Borromeo, incominciò a esercitare anche su Binago quello stretto e costante controllo sulle faccende di tutte le parrocchie che in poco tempo riformò i costumi e la vita religiosa del paese. Il 19 ottobre del 1574 l'arcivescovo in persona visitò Binago: dagli atti di questa visita risulta una descrizione assai dettagliata di tutto ciò che poteva interessare l'autorità religiosa. Il progetto più importante, che stava molto a cuore all'arcivescovo, era la costruzione di una nuova chiesa nel centro del paese e fu probabilmente in quel 1574 che prese forma il progetto per la costruzione della chiesa parrocchiale di San Giovanni Battista. L'edificio sorse negli anni a cavallo tra la fine XVI secolo e gli inizi del successivo. Nel 1751 il territorio di Binago si estendeva ai cassinaggi di Monello, Lovaneda, Cassinazza e Roccolo.

### Vicende storiche del XIX secolo
La regione venne conquistata dai rivoluzionari francesi nella campagna d'Italia del 1796-1797 e venne accorpata nella Repubblica Cisalpina e successivamente nella Repubblica Italiana. Nel 1805, nell'ambito di una riorganizzazione amministrativa del Regno d'Italia napoleonico, Binago e il resto della pieve di Appiano vennero inclusi nel Cantone VI di Appiano; nel 1809 il comune di Binago venne aggregato con Beregazzo ed Uniti e Castelnovo. La riforma amministrativa venne abrogata nel 1816, con la proclamazione del Regno Lombardo-Veneto e l'istituzione della provincia di Como del Regno Lombardo-Veneto. Nel 1818 venne istituita la scuola elementare maschile e nel 1844 anche quella femminile. Nel 1859, durante la seconda guerra di indipendenza, Binago vide il passaggio dei Cacciatori delle Alpi guidati da Garibaldi in transito da Varese - reduci dalla vittoriosa battaglia di Varese - a Como, presso cui ci sarebbe poi stata la battaglia di San Fermo: si racconta che Garibaldi si fermò a Binago tra il 26 e 27 maggio, salendo sulla torre inglobata dall'attuale complesso scolastico per avvistare eventuali manovre delle truppe austriache. Nel 1859 la regione venne annessa al Regno di Sardegna e nel 1860 venne eletto il primo consiglio comunale.

## Monumenti e luoghi d'interesse

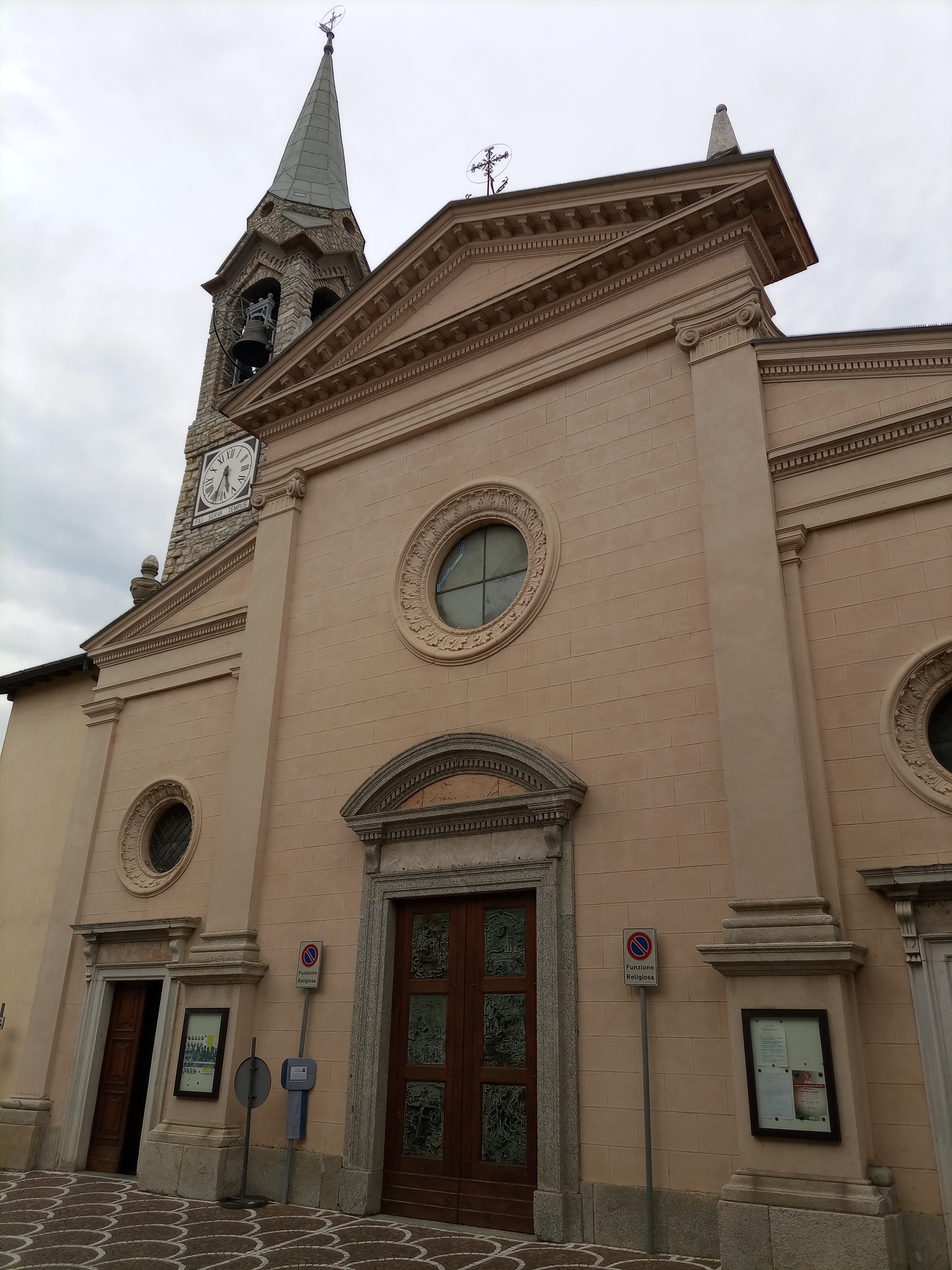
Chiesa di San Giovanni Battista

### Architetture religiose
- Chiesa dei Santi Pietro e Paolo (XVII secolo)[28]
- Chiesa di San Giovanni Battista (XVI secolo),[29] internamente decorata dal Morazzone[5] L'edificio sorse negli anni a cavallo tra la fine XVI secolo e gli inizi del successivo: così come appare oggi, esso è il frutto di un lungo processo di modificazione, sia nella parte architettonica che in quella decorativa, ed è solo in parte simile al progetto originario. Trasformazioni, aggiunte e ammodernamenti, in qualche caso di portata assai vasta, ne hanno sensibilmente alterato nel corso del tempo la struttura e la veste sia interna che esterna, adeguandola di volta in volta alle mutevoli esigenze pratiche, di culto ed estetiche. L'aspetto attuale della parrocchiale di San Giovanni risale in gran parte a una generale ristrutturazione condotta tra la fine del 1800 e gli inizi del ventesimo secolo.
- Chiesa di Santa Maria (XV secolo),[30] al cui interno conserva affreschi del Quattrocento e del Cinquecento[5]
- Cappella della Madonna[31]

### Architetture civili

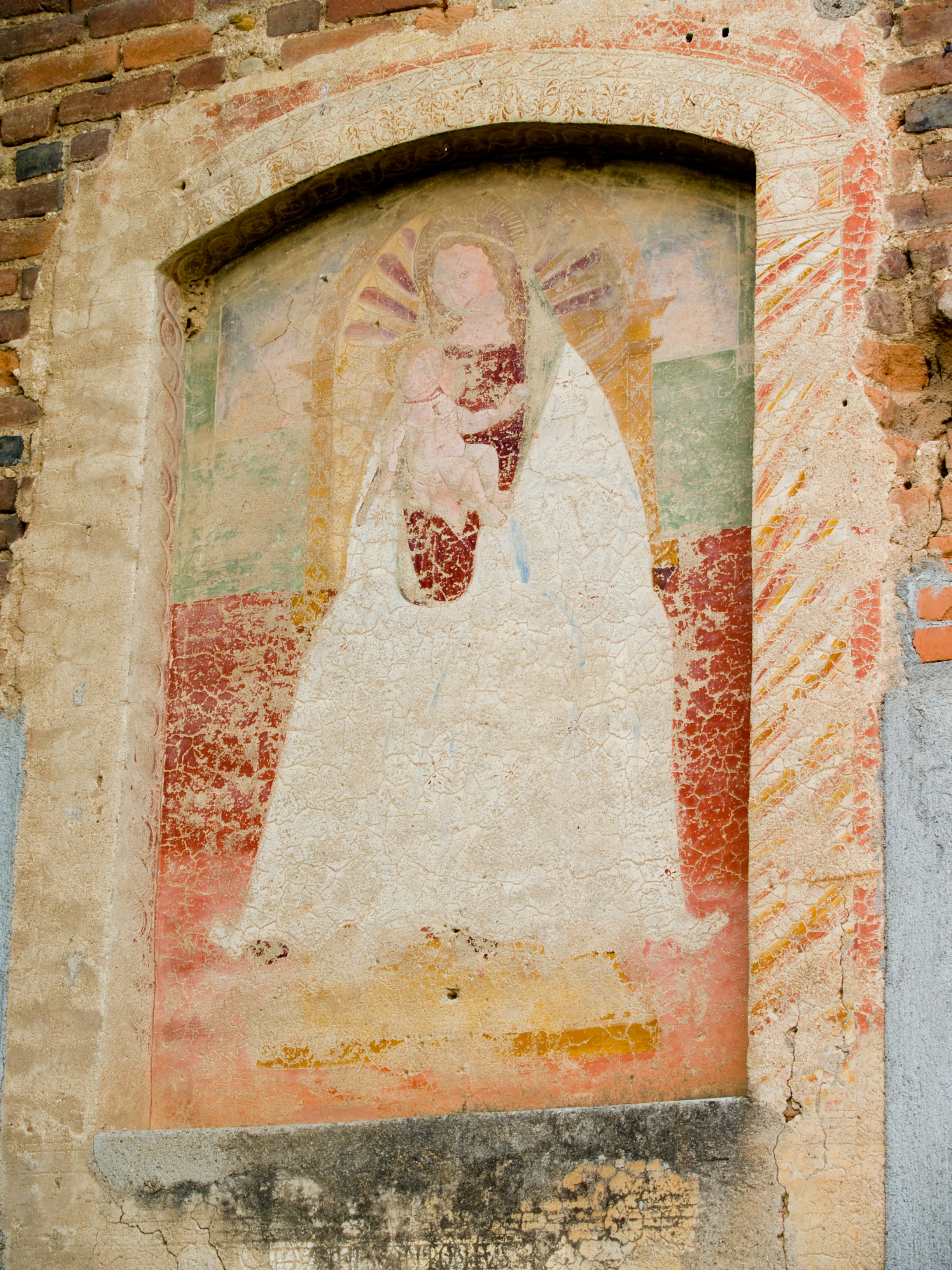
Madonna con Bambino, casale Cassinazza

- Cassinazza (cascina della fine del XV secolo)
- Casa del Popolo (1898-1901)[32]
- Ex-convento francescano (XVII secolo)[33]
- Palazzo Castiglioni[34]
- Palazzo De Cristoforis e Palazzo Lavezzari (XVIII secolo)[35][36]

## Società

### Evoluzione demografica
- Secondo un censimento effettuato negli anni 1545-1546, risultava composta da 56 famiglie.
- Nel 1574 abitavano nel paese 77 nuclei famigliari, per un totale di 467 persone.
- 652 nel 1751[37]
- 924 nel 1771[38]
- 999 nel 1799[39]
- 1 582 dopo l'annessione di Beregazzo e Castelnuovo nel 1809[39]
- 1 741 nel 1853
- 1 792 nel 1859

Abitanti censiti

### Tradizioni e folclore
Tra le famiglie più antiche di Binago si citano i Baj, i Banchi, i Bernardoni, i Brusa, i Ciapparelli, i Della Rosa, i Ferrario, i Guatelli, i Guidali, i Larghi, i Lozza, i Luraschi, i Mistò, i Mistrangelo, i Piatti, i Poletti, i Ravizzini, i Rimoldi, i Rusconi e i Villa. Numerosi sono stati gli emigrati; già nel XVI secolo numerosi binaghesi si stabilirono a Milano. A partire dal XIX secolo centinaia di binaghesi, principalmente muratori, emigrarono come lavoratori stagionali verso il resto d'Italia, la Svizzera, la Francia, l'Austria e la Germania; altri emigrarono più lontano, stabilendosi in Argentina, negli Stati Uniti d'America, in Canada e in Uruguay, oltreché in Congo e in Algeria. A partire dal primo dopoguerra il paese ha attirato numerosi immigrati dal Veneto e dalla Valtellina, seguiti da immigrati dal Mezzogiorno a partire dal secondo dopoguerra e infine dall'estero. Tradizionalmente l'idioma parlato a Binago è il dialetto comasco, variante della lingua lombarda; similmente ai dialetti di altri paesi dell'Olgiatese, il dialetto di Binago risente di numerosi influssi del dialetto varesotto. Il dialetto locale è in gran parte caduto in disuso a partire dalla seconda metà del XX secolo in favore della lingua italiana.
Nel dialetto locale gli abitanti di Binago sono chiamati Scusaritt, cioè "grembiuli". Il soprannome deriverebbe dalla storia dell'Asino di Cagno, storia popolare secondo la quale la gente di Cagno, vedendo che cresceva dell'erba sul campanile del paese, decisero di far salire in cima ad esso, per mezzo di una carrucola, un asino legato a una corda, affinché mangiasse l'erba che era cresciuta. Tuttavia le cose non andarono come essi avevano sperato, perché l'asino, che era stato legato per il collo, morì strozzato prima di arrivare in cima. I cagnesi chiamarono quindi gli abitanti dei paesi limitrofi per cucinare e mangiare l'asino. Arrivarono quindi, in successione, le genti di Caversaccio (che macellarono l'asino, da cui il soprannome Peraa, "scuoiatori"), Bizzarone (che portarono il carbone per far cuocere l'asino, da cui il soprannome Carbunatt), Casanova (che divorarono buona parte dell'asino, da cui Gòss, ossia "ingordi"), Binago (che invece di mangiare l'asino direttamente in loco, riempirono i grembiuli con più carne possibile e la portarono a casa, da cui il soprannome già citato), Albiolo (i cui abitanti arrivano in ritardo, trovarono solo pochi resti e vi si buttarono sopra come corvi, da cui il soprannome Curbatt) e Rodero (ultimi, che non trovarono nulla e tornarono a casa a bocca asciutta, da cui il soprannome Rabiaa, che significa "arrabbiati").

### Religione
La parrocchia di Binago è parte del Decanato di Appiano Gentile e dell'Arcidiocesi di Milano e segue il rito ambrosiano; la parrocchia dispone di un oratorio, che accoglie la pastorale giovanile. È documentato a Binago il culto di Sant'Agata durante il Medioevo.

## Cultura

### Biblioteche
La biblioteca comunale di Binago è una delle 34 biblioteche del Sistema bibliotecario "Ovest Como", che insieme ai Sistemi "Intercomunale di Como", "Lario Ovest" e "Brianza Comasca", forma la rete provinciale delle biblioteche.

## Geografia antropica

### Frazioni
La principale frazione di Binago, chiamata Monello, è situata nella zona sud-orientale del paese, presso il confine con Castelnuovo Bozzente e Beregazzo con Figliaro. È una zona prevalentemente residenziale e agricola, con diverse fattorie; al centro dell'abitato sorge la chiesa dedicata ai santi Pietro e Paolo, festeggiati il 29 giugno. Il nome "Monello" deriva dal fatto che presso questa frazione in epoca comunale correva il confine tra il territorio di Milano e quello di Como: lungo la strada che collegava Como con la valle dell'Olona sorgeva il casello daziario dove pagare il passaggio tra i due territori, e la gabella veniva chiamata appunto monello.

## Economia
Tra il XV e il XVI secolo era documentata a Binago la produzione e imbottatura di vino. Altre colture rilevanti, oltre a quella della vite, risultavano quella del frumento, della segale e del miglio. La viticoltura scomparve nel paese durante il XIX secolo e venne sostituita dalla bachicoltura, declinata poi a partire dal secondo dopoguerra in seguito all'introduzione delle fibre sintetiche. A partire dal XIX secolo si insediarono nel paese svariate attività produttive, che coinvolsero principalmente le donne locali; numerosi binaghesi invece emigrarono alla ricerca di lavoro sia nel resto d'Italia che all'estero. I lavoratori binaghesi si associarono nel 1885 in una società di mutuo soccorso, mentre nel 1898 venne fondata la locale società cooperativa di consumo. A partire dai primi decenni del XX secolo comparvero aziende tessili e numerosi binaghesi si impegnarono come negozianti e artigiani.

## Infrastrutture e trasporti
Dal 1885 al 1966 fu in funzione la Ferrovia Como-Varese delle Ferrovie Nord Milano, a scartamento ordinario; Binago dispose della Stazione di Binago-San Salvatore. Nel 1948 la ferrovia venne elettrificata e nel 1966 venne soppressa per motivi di natura economica. Il primo acquedotto venne inaugurato nel 1914, l'ufficio postale venne istituito nel 1861, nel 1903 giunse l'energia elettrica e nel 1904 il servizio telegrafico.

## Amministrazione

### Simboli
Lo stemma è stato ideato nel 1950 e ha ottenuto il decreto di concessione il 22 aprile 1998. Vi è raffigurata una collina che i milanesi munirono di una roccaforte per contrastare l'avanzata di Como attorno al quale furono combattute varie battaglie e che nei secoli successivi divenne possesso dei Visconti e dei Castiglioni. Il gonfalone è un drappo di azzurro.

## Sport
Il comune ospitò la ventunesima tappa del Giro d'Italia 1977, una cronometro individuale di 29 km con partenza e arrivo a Binago. Nell'occasione giunse primo il corridore belga Michel Pollentier, risultato poi il vincitore finale di quella edizione del Giro.

### Annotazioni
1. ↑  Per il dialetto comasco, si utilizza l'ortografia ticinese, introdotta a partire dal 1969 dall'associazione culturale Famiglia Comasca nei vocabolari, nei documenti e nella produzione letteraria.

### Fonti
1. 1 2   Bilancio demografico mensile anno 2025 (dati provvisori), su demo.istat.it, ISTAT.
2. ↑   Classificazione sismica (XLS), su rischi.protezionecivile.gov.it.
3. ↑   Tabella dei gradi/giorno dei Comuni italiani raggruppati per Regione e Provincia (PDF), in Legge 26 agosto 1993, n. 412, allegato A, Agenzia nazionale per le nuove tecnologie, l'energia e lo sviluppo economico sostenibile, 1º marzo 2011,  p. 151. URL consultato il 25 aprile 2012 (archiviato dall'url originale il 1º gennaio 2017).
4. ↑   AA. VV., Dizionario di toponomastica. Storia e significato dei nomi geografici italiani., Milano, Garzanti, 1996,  p. 79, ISBN 88-11-30500-4.
5. 1 2 3 4 5  Borghese, p. 98.
6. ↑  Mascetti, p. 52.
7. 1 2  Mascetti, p. 46.
8. 1 2  Mascetti, p. 48.
9. ↑  Mascetti, p. 22.
10. ↑  Mascetti, pp. 21-24.
11. ↑  Mascetti, p. 27.
12. ↑  Mascetti, p. 41.
13. ↑  Mascetti, p. 44.
14. ↑  Mascetti, pp. 57-60.
15. ↑  Mascetti, pp. 73-74.
16. ↑  Mascetti, p. 80.
17. ↑  Mascetti, p. 101.
18. ↑  Mascetti, p. 91.
19. ↑  Mascetti, pp. 92-95, 102-112.
20. ↑  Mascetti, pp. 146-147.
21. ↑  Mascetti, pp. 150-151.
22. ↑  Mascetti, p. 157.
23. ↑  Mascetti, p. 163.
24. ↑  Mascetti, p. 144.
25. ↑  Mascetti, pp. 303-309.
26. ↑  Mascetti, p. 322.
27. ↑  Mascetti, p. 351.
28. ↑   Chiesa dei SS. Pietro e Paolo - complesso, Via San Pietro - Binago (CO) – Architetture – Lombardia Beni Culturali, su lombardiabeniculturali.it. URL consultato il 27 aprile 2020.
29. ↑   Chiesa di S. Giovanni Battista - complesso, Via Mazzini - Binago (CO) – Architetture – Lombardia Beni Culturali, su lombardiabeniculturali.it. URL consultato il 27 aprile 2020.
30. ↑   Chiesa di S. Maria - complesso, Via Santa Maria - Binago (CO) – Architetture – Lombardia Beni Culturali, su lombardiabeniculturali.it. URL consultato il 27 aprile 2020.
31. ↑   Cappella della Madonna, Viale Varese - Binago (CO) – Architetture – Lombardia Beni Culturali, su lombardiabeniculturali.it. URL consultato il 27 aprile 2020.
32. ↑   Casa del Popolo, Via Matteotti, 2 - Binago (CO) – Architetture – Lombardia Beni Culturali, su lombardiabeniculturali.it. URL consultato il 27 aprile 2020.
33. ↑   Convento francescano (ex), Piazza Cavour, 1,13 (P) - Binago (CO) – Architetture – Lombardia Beni Culturali, su lombardiabeniculturali.it. URL consultato il 27 aprile 2020.
34. ↑   Palazzo Castiglioni, Piazza XXV Aprile, 1 - Binago (CO) – Architetture – Lombardia Beni Culturali, su lombardiabeniculturali.it. URL consultato il 27 aprile 2020.
35. ↑   Palazzo De Cristoforis - complesso, Via Vittorio Veneto, 4 (P),5 - Binago (CO) – Architetture – Lombardia Beni Culturali, su lombardiabeniculturali.it. URL consultato il 27 aprile 2020.
36. ↑   Palazzo Lavezzari, Via Roma, 1 - Binago (CO) – Architetture – Lombardia Beni Culturali, su lombardiabeniculturali.it. URL consultato il 27 aprile 2020.
37. ↑   Comune di Binago, sec. XIV - 1757 – Istituzioni storiche – Lombardia Beni Culturali, su lombardiabeniculturali.it.
38. ↑   Comune di Binago, 1757 - 1797 – Istituzioni storiche – Lombardia Beni Culturali, su lombardiabeniculturali.it. URL consultato il 27 aprile 2020.
39. 1 2   Comune di Binago, 1798 - 1815 – Istituzioni storiche – Lombardia Beni Culturali, su lombardiabeniculturali.it. URL consultato il 27 aprile 2020.
40. ↑  Statistiche I.Stat ISTAT URL consultato in data 28 dicembre 2012.
Nota bene: il dato del 2021 si riferisce al dato del censimento permanente al 31 dicembre di quell'anno. Fonte:  Popolazione residente per territorio - serie storica, su esploradati.censimentopopolazione.istat.it.
41. ↑  Mascetti, pp. 119, 252.
42. ↑  Mascetti, p. 155.
43. ↑  Mascetti, p. 365.
44. ↑  Mascetti, "Prefazione".
45. ↑  Mascetti, p. 33.
46. ↑  Mascetti, p. 107.
47. ↑  Mascetti, p. 154.
48. ↑  Mascetti, p. 377.
49. ↑  Mascetti, pp. 361-362.
50. ↑  Mascetti, pp. 355-360.
51. ↑  Mascetti, p. 368.
52. ↑  Mascetti, p. 372.
53. ↑   Binago, su Stemmi dei Comuni della Provincia di Como.